# آناتول فرانس
آناتول فرانس (به فرانسوی: Anatole France) (زاده ۱۶ آوریل ۱۸۴۴ – درگذشته ۱۲ اکتبر ۱۹۲۴) نویسنده، شاعر و منتقد فرانسوی بود.

## زندگی
با نام اصلی فرانسوا آناتول تیبو (به فرانسوی: Francois-Anatole Thibault) در پاریس و در خانه‌ای در کنار رودخانه سن، جایی که پدرش کتابفروشی داشت، زاده شد. تحصیلات خود را در کالج ستانیسلاس دو پاریس انجام داد.
چندی با ناشران در معرفی کتاب همکاری کرد و کم‌کم به تحقیق و تبحر در تاریخ روی آورد. در ۱۸۶۸ اولین اثر تحقیقی خود را دربارهٔ آلفرد، کنت دو وینی انتشار داد و سال بعد به عنوان ممیز در مجموعه‌های شعر جدید که به نام پارناس معاصر منتشر می‌شد، بکار پرداخت.

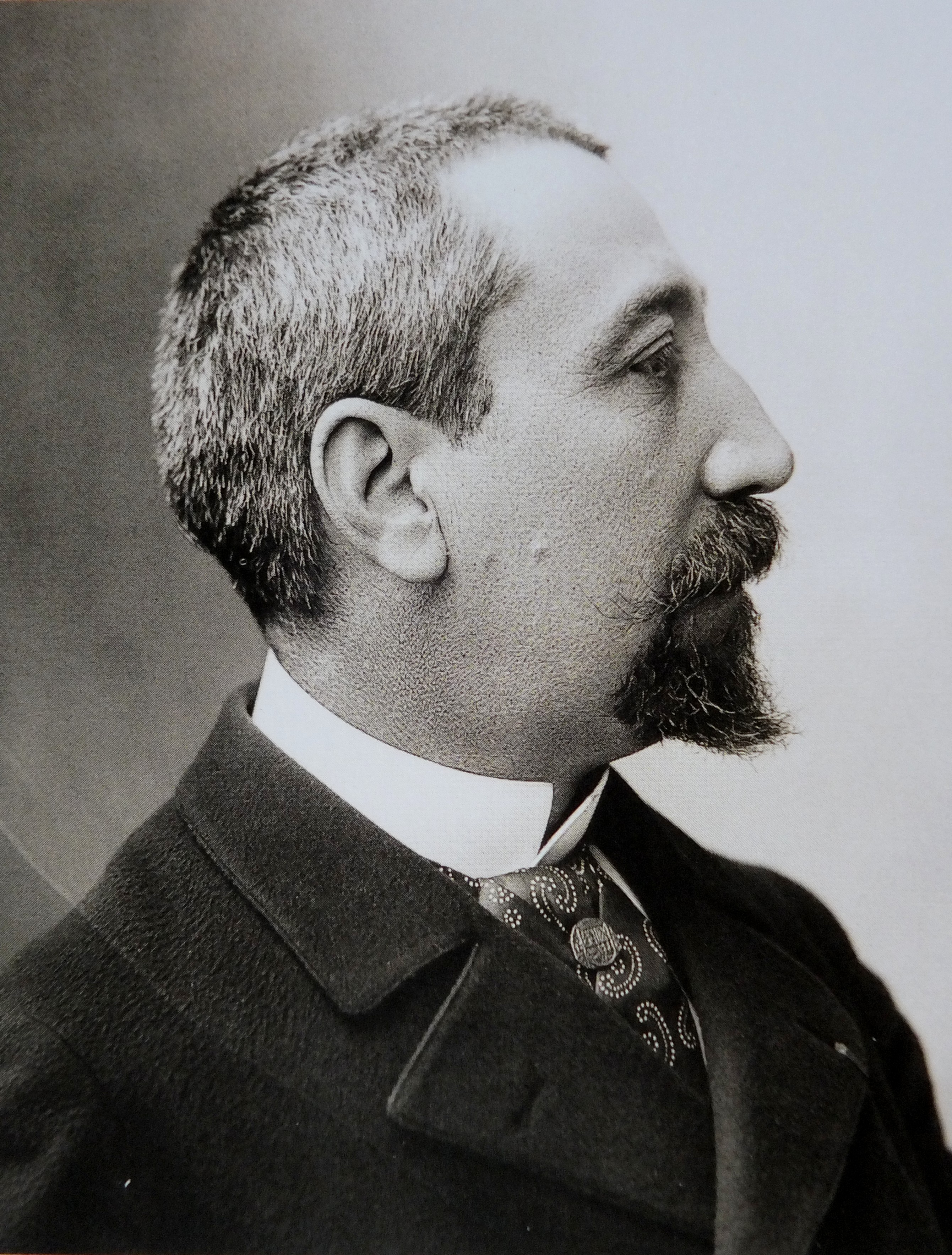
فرانس در سال ۱۸۹۳

در ۱۸۷۱ در دومین جلد مجموعه، دو شعر انتشار داد و در ۱۸۷۳ اشعار طلایی را منتشر کرد که به لوکنت دولیل تقدیم شده بود. این اشعار توصیفی و موزون در سبک اشعار پارناسی بود که توجه شاعر را به فنون و صناعت شعر نشان می‌داد، چنان‌که گاه لحن توصیفی در آن تاحد پرده نقاشی اساطیری پیش می‌رفت و شوق آناتول فرانس را به افسانه‌های کهن آشکار می‌ساخت. آناتول فرانس در ۱۸۷۶ نمایشنامه منظوم عروسی‌های مردم کورنت را انتشار داد که نمایشنامه‌ای مربوط به عده کهن بود و در ۱۹۰۲ در پاریس برصحنه آمد. موضوع نمایشنامه داستان ساده‌ای است که در شهر کورنت از شهرهای یونان باستان در نخستین قرن‌های مسیحیت جریان یافته و بر مبنای جدال میان طرفداران دین پیروز مسیح و مشرکان واقع شده‌است. عشق جوانی مسیحی را به دختری از خانواده کافران نشان می‌دهد که به ناکامی و مرگ دختر می‌انجامد. این نمایشنامه اگرچه فاقد تحرک نمایشی بود، به سبب شیوه نگارش زیبا و شاعرانه، اثری ممتاز به‌شمار آمد. در ۱۸۷۶ آناتول فرانس در کتابخانه مجلس سنا به کار اشتغال یافت، سال بعد ازدواج کرد و صاحب دختری شد، اما ازدواج او در ۱۸۹۳ به جدایی انجامید. در این دوره آناتول فرانس پیاپی آثاری منتشر می‌کرد که بیشتر آنها با اقبال عمومی همراه بود. از آن جمله است: داستان کوتاه ژوکاست و گربه لاغر)، رمان جنایت سیلوستر بونار (۱۸۸۱) که او را به شهرت رساند. قهرمان این اثر که سبک خاص آناتول فرانس را دربردارد، مردی با فرهنگ و عاشق کتاب است که میان کتاب به سر می‌برد و زندگی را از خلال کتاب می‌بیند. نویسنده با هنرمندی بسیار اندیشه‌ها، شورش‌ها، قضاوت‌ها و طرز تفکر دانشمندانه او را دربارهٔ زندگی به شیوه‌ای دلپذیر بیان می‌کند و نگارش رنگین سبک پارناسی را با صراحت رئالیسم استادش فلوبر می‌آمیزد. داستان جنایت سیلوستر بونار موفقیت بسیار به دست آورد، امیال ژان سروین (۱۸۸۲) که از عشق آناتول فرانس به هنرپیشه‌ای الهام گرفته بود، دارای قسمت‌های بسیار زیبایی است برمبنای تحلیل دقیق روانی و اخلاقی. از جمله آثار آناتول فرانس که خاطرات زندگی او را دربردارد، کتاب دوست من (۱۸۸۵) است. نویسنده در ورای چهره قهرمان کتاب، پیرنوزی‌یر، چهره خود را نهان کرده و بدین طریق توانسته‌است در نقل خاطرات شخصی، تغییرات لطیف و دلپذیری بدهد و در میان تصویرهای دوران کودکی، نکته‌های خاصی نیز از دوره بلوغ و پختگی خود بگنجاند و با شیوه‌ای دقیق و نکته‌سنجی فراوان چهره بعضی از دوستان و خویشاوندان را از چشم کودکی پنج تا هفت ساله ترسیم و از نظر پیر کوچک دربارهٔ مشاهدات خود قضاوت کند. از آثار دیگری که برمبنای خاطرات شخصی آناتول فرانس قرار گرفته‌است، می‌توان از این آثار نام برد: پیرنوزی‌یر (۱۸۹۹)، پیر کوچک (۱۹۱۸)، زندگی نوشکفته (۱۹۲۲)، که در همه آنها تخیلی دلنشین، مقامی بیش از واقعیت دارد. موضوع اصلی که در همه آثار آناتول فرانس مورد هجو و انتقاد قرارگرفته، عالم مسیحیت و جامعه نوین آن است. از جمله رمان‌های معروف او درانتقاد مذهبی رمان تائیس (۱۸۹۰) است که تورات بی‌ایمانان خوانده شده. آناتول فرانس در این اثر با ناباوری به بحث‌هایی طنزآمیز دربارهٔ مذهب و زندگی روحی و اخلاقی قدیسان و شهیدان قرون اول مسیحیت می‌پردازد و از تمدن یونان باستان وصف استادانه‌ای به عمل می‌آورد. داستان از نظر قالب و شیوه نثرنویسی از شکوه و جلال بسیار برخوردار است و توجه تازه آناتول فرانس را به نوشتن رمان‌های بزرگ نشان می‌دهد. تائیس موفقیتی خارق‌العاده به دست آورد و در ۱۸۹۴ از آن اپرایی ساخته شد با آهنگ ماسنه آهنگساز معروف فرانسوی. از آن پس آناتول فرانس راه تازه‌ای پیش گرفت به سبک ولتر حاکی از بی‌ایمانی و شکاکی مذهبی و انتقاد آمیخته به طنز و نیشخند. نمونه این شیوه را در بریان پزی ملکه پدوک (ملکه سبا) (۱۸۹۳) و عقاید آقای ژروم کوانیار می‌توان دید. آناتول فرانس در کتاب اخیر عقاید ژروم کوانیار، روحانی لطیف طبع و دانشمند و عالم علوم الهی و استاد هنر را از زبان شاگردش که در عین حال شاگرد دکان بریان‌پزی پدر خویش است، بیان می‌کند. پسر که راوی داستان است بحث‌ها و جدل‌هایی را که استادش به مناسبت‌های گوناگون پیش می‌کشد، احساس‌ها و قضاوت‌ها و بی‌ایمانی‌های تلخ و عقاید انقلابی او را به‌طور مشروح بیان می‌کند و خواننده را با اشخاص مختلف و جاهای مختلف روبرو می‌کند و همین برخوردها به آناتول فرانس امکان می‌دهد که زمینه بحث‌هایی را دربارهٔ سیاست و نکته‌های روحی و اخلاقی وتحلیل جامعه فراهم آورد. چیزی که اثر را دلپذیر می‌سازد، لحن مطایبه‌آمیز نویسنده است در بیان اندیشه‌های جاری قرن هیجدهم. در واقع آبه ژروم کوانیار سخنگوی آناتول فرانس است که خواننده را در خلال شیوه فصیح انشا و در پیچ و خم بحث‌ها با موضوع‌های اصلی آثار او آشنا می‌کند. آناتول فرانس از ۱۸۸۵ منتقد ادبی روزنامه تان Temps گشت و مقاله‌های انتقادی خود را که در این روزنامه انتشار می‌داد که در پنج جلد به نام زندگی ادبی فراهم آورد و اولین جلد آن در ۱۸۸۸ منتشر گشت. رمان زنبق سرخ (۱۸۹۴) از زندگی مادام آرمان دوکایاوه که دوستیش با آناتول فرانس از ۱۸۸۸ آغاز شد، الهام گرفته‌است و وقایع یکی از محافل ادبی پاریس را در اواخر قرن نوزدهم وصف می‌کند.

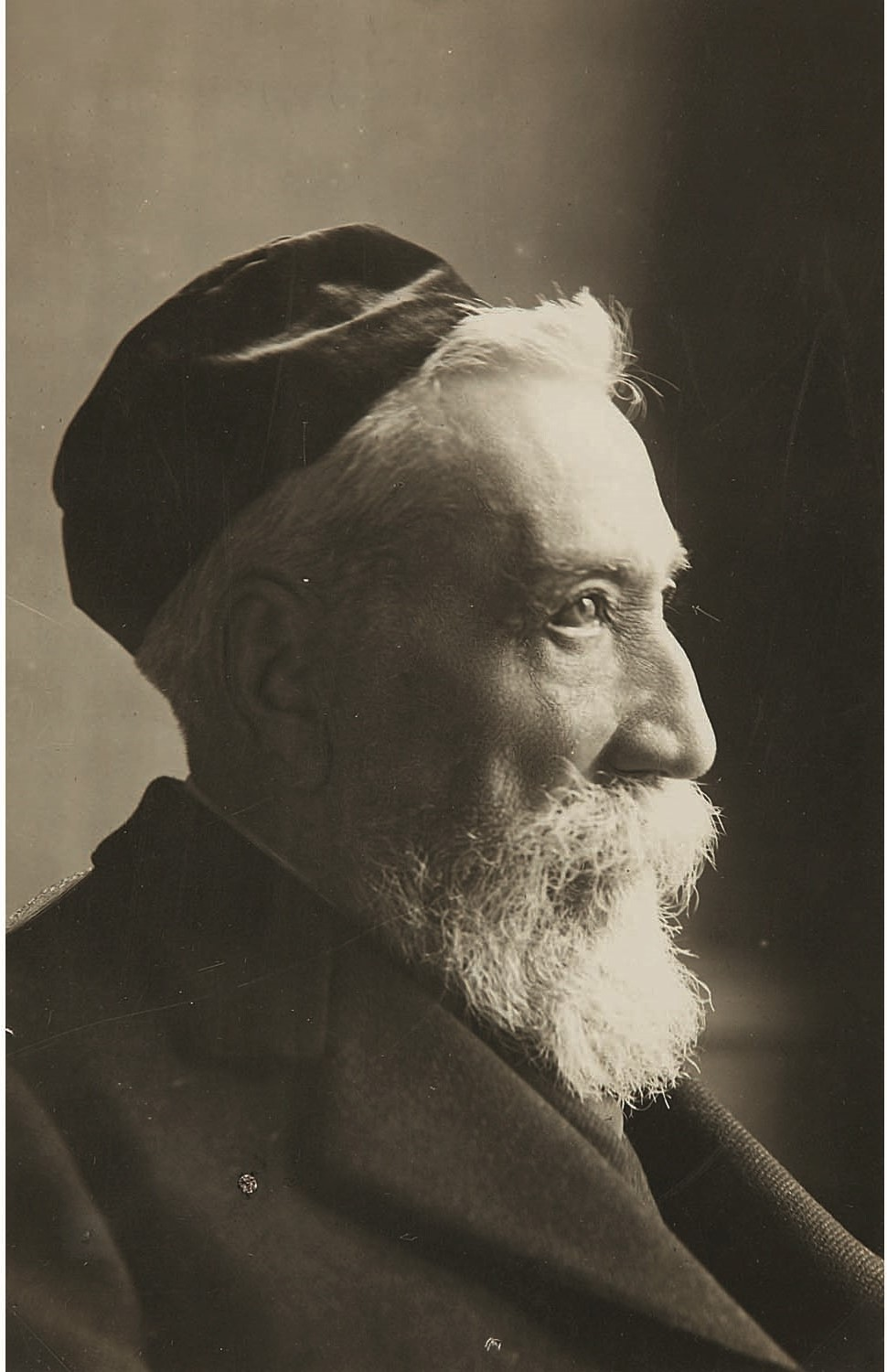
در سال ۱۹۲۰

آناتول فرانس اگرچه با شیوه نگارش رمان احساسی و تحلیلی مأنوس نبود، باانتشار زنبق سرخ در ردیف آلفونس دوده و گی دو موپاسان قرار گرفت، اما دنباله این نوع رمان‌نویسی را به زودی رها کرد. زنبق سرخ در ۱۸۹۹ برصحنه تئاتر برده شد. باغ اپیکور (۱۸۹۴) شامل مقاله‌های کوتاهی است در موضوع‌های گوناگون و زندگی و مرگ و شیوه دست یافتن به خوشبختی و حفظ آن، یا دربارهٔ تفسیرهای مختلف از وقایع جاری که غالب آن از بهترین مقاله‌های آناتول فرانس به‌شمار می‌آید و معرف کامل فلسفه و طرز تفکر او است. در نظر آناتول فرانس وجود هیچ چیز به خودش بسته نیست مثلاً نادانی از شرایط لازم عالم هستی است، اگر همه چیز را می‌دانستیم، نمی‌توانستیم زندگی را حتی یک ساعت تحمل کنیم. احساس‌هایی که زندگی را برای ما شیرین یا لااقل قابل تحمل می‌کند، تنها زائیده دروغ و خیالات واهی است. این موضوع که زندگی خوب یا بد است، حرفی بی‌معنی است. باید گفت که زندگی خوب و بد، گوارا و ناگوار، پرجاذبه و نفرت‌انگیز، شیرین و تلخ و خلاصه همه چیز است و حال که آداب و رسوم و عادت‌های زندگی قرن به قرن تغییر می‌یابد، پس عقل ایجاب می‌کند که زندگی را آنچنانکه هست، بپذیریم. آناتول فرانس در ۱۸۹۶ به عضویت آکادمی فرانسه درآمد. پس از آن تاریخ معاصر را میان سال‌های ۱۸۹۷ و ۱۹۰۱ در چهار جلد انتشار داد و در آن از جامعه عصر خود با لحنی تلخ انتقاد کرد. قهرمان کتاب شخصیتی است که در جامعه قرن نوزدهم همان وضع را دارد که آبه کوانیار در آغاز قرن هیجدهم داشته‌است. این کتاب از نظر عامه مردم شاهکار آناتول فرانس به‌شمار آمد. مجموعه داستان کرنکبیل (۱۹۰۳) متعلق به دوره‌ای است که در هنر نویسندگی آناتول فرانس تحولی آشکار پدید آمده‌است. دنباله بی‌ایمانی و شکاکیت رها شده و به راهنمایی در نظام اجتماعی و عدالت و قوانین انسانی روی آورده شده‌است. کرنکبیل قهرمان داستان، فروشنده دوره‌گردی است که به اتهام دشنام دادن به مأمور انتظامی به زندان می‌افتد و پس از رهایی از زندان مورد تحقیر مشتریان قرار می‌گیرد و همه آنان را از دست می‌دهد و به فقر و گرسنگی دچار می‌شود و این‌بار که از روی عمد به مأمور دیگری دشنام می‌دهد تا به زندان بیفتد و از مسکن و غذای رایگان برخوردار گردد، مقامات انتظامی او را احمق بینوا می‌خوانند و پدرانه به ملامتش می‌پردازند. این داستان به سبب هجو نیشدار و مستقیم دستگاه عدالت، موفقیت بسیار یافت و از آن نمایشنامه‌ای اقتباس شد که اولین بار در ۱۹۰۳ برصحنه آمد.
جزیره پنگوئن‌ها (۱۹۰۸) چشم‌انداز استعاری و زننده‌ای است از تاریخ فرانسه. آناتول فرانس به تقلید افسانه‌های قدیم بروتانی، داستان عجیب کشیش سن مائل را نقل می‌کند که برای ارشاد اقوام کافر با وسیله‌ای ابتدایی از آب‌های اقیانوس می‌گذرد و هرچند یک‌بار به جزیره‌ای پا می‌نهد و پس از هدایت ساکنان آن به جزیره دیگر قدم می‌گذارد تا گذرش به جزیره پنگوئن‌ها می‌افتد و مرغان زیبای جزیره را که دسته دسته گرد هم آمده بودند، به جای مردمی موقر و کوتاه قد و ساده می‌گیرد و به ارشادشان می‌پردازد و تعلیم انجیل را به آنان آغاز می‌کند. بدین ترتیب قوم پنگوئن به وجود می‌آید که استعاره‌ای از مبدأ تاریخ فرانسه است. آناتول فرانس تاریخ این قوم را به تدریج پیش می‌برد تا آن را به جامعه سرمایه‌داری و انقلاب اشتراکی و جدال مسلح و تمدن‌های جدید و خطاهایی که عالم بشریت تا ابد به ارتکاب آن محکوم است، می‌کشاند. تحقیق و تبحر شیطنت‌آمیز تاریخی، سبک پرشور و طبع بذله‌گوی نویسنده از این اثر پرده نقاشی دلپذیری ساخته‌است که در ضمن اندیشه‌های تازه انقلابی آناتول فرانس و آمادگیش را برای پذیرفتن انقلاب کمونیستی در ۱۹۱۷ نمودار می‌سازد.

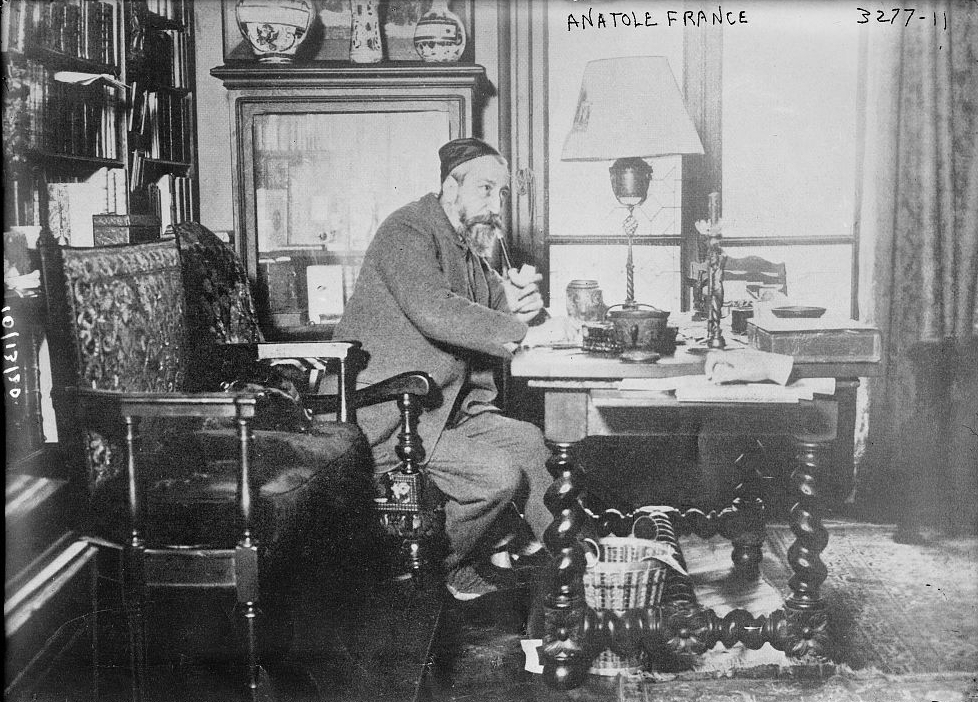
در پشت میز کارش

خدایان تشنه‌اند (۱۹۱۲) از معروفترین آثار آناتول فرانس به‌شمار می‌آید. تار و پود این اثر از انقلاب فرانسه ساخته شده‌است که آناتول فرانس به خوبی آن را شناخته، از دید خاص خود به آن نگریسته و بعضی از نظریه‌های خود را دربارهٔ تاریخ و وضع بشر در آن گنجانده‌است. خدایان تشنه‌اند به سبب استادی آناتول فرانس در ساختن صحنه‌ها و تیزبینی در نگریستن به عمق وقایع و نفوذ به طرز تفکر عصر و توجه به انعکاس اندیشه‌ها و حوادث و آداب و رسوم و محیط اجتماعی و به سبب اسلوب فصیح و انشای شیوای کتاب، پیروزی‌ای شگفت‌انگیز به دست آورد. از آثار مهم دیگر این دوره عصیان فرشتگان (۱۹۱۴) است، کتابی اساطیری، که آناتول فرانس در آن بار دیگر به‌طور عمیقی نظر خویش را دربارهٔ مذهب و زندگی و عقل و هوش ارائه داده‌است. نظر ضد کاتولیک آناتول فرانس در این اثر به حد اعلای گستاخی رسیده‌است. او هرگز تا این حد در حمله به مذهب کاتولیک شدت و خشونت نشان نداده و لحن مسخره‌آمیز به کار نبرده‌است. از آثار سیاسی و اجتماعی آناتول فرانس این آثار است: بر سنگ سفید (۱۹۰۵)، نظریه‌های اجتماعی)، به سوی زمان‌های بهتر (۱۹۰۹).

## آثار

### اشعار
- " سپاه واروس " در روزنامه (rimée (1867
- "اشعار طلائی" (۱۸۷۳)
- " ازدواج کرنتین (عروس قرنتس) , (۱۸۷۶)

### داستان‌های منثور
- "ژاکت و گربه نزار" (۱۸۷۹)
- "جنایت سیلوستر بونارد" (۱۸۸۱)ترجمه: ناصح ناطق قبل از انقلاب (این کتاب دارای دو قسمت است به نام هدیه نوئل و دختر کلمانتین، که جناب ناطق ابتدا هدیه نوئل و سپس دختر کلمانتین را ترجمه کردند), و آقای آبتین خردمند بعد از انقلاب مجدداً قسمت اول آن را ترجمه نمودند (انتشارات کوله پشتی).
- "امیال ژان سروین"(۱۸۸۲)
- "آبی " (۱۸۸۳) ترجمه: داوود نوابی
- "بالتازار" (۱۸۸۹)ترجمه: احمد جزایری، این کتاب مجموعه داستان است که خود داستان بالتازار را آقای علی اکبر کسمایی نیز در انتهای کتاب نیشخندهای آناتول فرانس ترجمه کرده‌اند.
- "تائیس" (۱۸۹۰)ترجمه: قاسم غنی قبل از انقلاب و ارژنگ خرسندی بعد از انقلاب ۱۳۸۳ انتشارات جامی
- " پوسته مروارید (۱۸۹۲)
- "بریان پزی ملکه سبا"(۱۸۹۳)ترجمه: قاسم غنی
- "عقاید ژروم کوانیار" (۱۸۹۳) ترجمه: کاظم عمادی
- "زنبق سرخ" (۱۸۹۴)ترجمه: محمود پورشالچی و حسن فرامرزی و ترجمه: فتح‌الله دولتشاهی تحت عنوان عشق و عصیان یا زنبق سرخ،انتشارات علمی کرمانشاه
- "(Le Puits de Sainte Claire (The Well of Saint Clare) (1895"
- "آدمک حصیری" ترجمه: این کتاب نیز دارای دو ترجمه می‌باشد، ترجمه اول: ناصح ناطق، ترجمه دوم: مهدی خوانساری، (این کتاب جزئی از مجموعه ایست که آناتول فرانس به نام تاریخ معاصر در چهار جلد تألیف نموده‌است، به نامهای: باغ نارون (۱۸۹۷) , آدمک حصیری (۱۸۹۷)، انگشتر یاقوت (۱۸۹۹) و مسیو برژه در پاریس (۱۹۰۱)
- " کلیو(clio) , در (۱۹۰۰)
- (histoire comique) "(1903) این کتاب دارای دو ترجمه (هر دو قبل از انقلاب ۵۷) می‌باشد. ترجمه: مصطفی سادات شریفی با نام "ماجرای مضحک"(۱۳۳۵) با مقدمه محمد قاضی. ترجمه: جهانگیر افکاری با نام "سرگذشت هنرپیشه"(۱۳۴۵)
- "بر سنگ سفید" (۱۹۰۵)ترجمه: اکبر داناسرشت
- " (Les Contes de Jacques Tournebroche (The Merrie Tales of Jacques Tournebroche) (1908"
- جزیره پنگوئن‌ها" (۱۹۰۸)، ترجمه محمد قاضی
- "هفت زن ریش آبی و داستانهای دیگر"(۱۹۰۹)
- "خدایان تشنه‌اند" (۱۹۱۲) ترجمه: کاظم عمادی قبل از انقلاب و محمدتقی غیاثی بعد از انقلاب ۱۳۶۳ نشر سرو؛ انتشارات فرهنگ جاوید، چاپ دوم (ویراست دوم): ۱۳۹۴.
- "عصیان فرشتگان" (۱۹۱۴)ترجمه: قاسم غنی

### نمایشنامه
- "کرنکبیل "(۱۹۰۴)، ترجمهٔ کاظم عمادی (این داستان بعدها با داستانهای دیگر مثل ریکه و پوتوآ ادغام شد و به شکل یک کتاب درآمد. بعدها از روی داستان کرنکبیل یک نمایشنامه ساخته شد، این کتاب در ایران با نام کرنکبیل و چند داستان دیگر ترجمه شد).
- " مردی که با یک زن خنگ ازدواج کرد" (۱۹۰۸)
- "مانکن چوب کوتاه" ()

### خاطرات
- «زندگی من» (۱۸۸۵) ترجمه: فریبا مجیدی؛ انتشارات سخن ۱۳۹۹
- «کتاب دوست من» (۱۸۸۵) ترجمه: مصطفی سادات شریفی (ترجمه و انتشار در سال‌های دهه ۲۰ شمسی. به گفته خود مترجم یک فصل از سه فصل کتاب ترجمه نشده‌است)
- «پبر نوزیر»(۱۸۹۹)
- «پیر کوچولو» (۱۹۱۸)ترجمه: بهروز پور دولت، انتشارات آرا
- «پیئر کوچولو» (1918) ترجمۀ فریبا مجیدی؛ انتشارات سخن، 1400.
- «زندگی در آغوش گل‌ها» (۱۹۲۱)

### زندگینامه تاریخی
- «زندگی ژاندارک» (۱۹۰۸), مشتمل بر دو جلد

### نقد ادبی
- "آلفرد دو وینی" (۱۸۶۹)
- "حیات ادبی (این کتاب حاوی نقدهای ادبی و اجتماعی است)" () مشتمل بر چهار جلد
- "مهندسی لاتین" (۱۹۰۹)

### نقد اجتماعی
- «باغ اپیکور» (۱۸۹۵)ترجمه: کاظم عمادی
- «دیدگاه‌های اجتماعی» (۱۹۰۲)
- «حزب سیاه» (۱۹۰۴)
- «بهترین زمان» (۱۹۰۶)

### سایر آثار
«ماجرای خنده آور»(۲۵۳۵) نشر شرکت سهامی کتاب‌های جیبی با همکاری مؤسسه انتشاراتی فرانکلین به شماره ثبت در کتابخانه ملی ۳۸۷ به تاریخ ۱۳۳۵/۴/۲۰ با ترجمه جهانگیر افکاری
- «سرنوشت پر مصیبت انسانی» (), فصل آخر این کتاب را استاد جمال زاده در کتاب هفت کشور به نام راز حقیقت ترجمه کرده‌است و داستان پوتوآ را نیز با نام قصه رجبعلی در همین کتاب ترجمه کرده‌است، اخیراً هم همین داستان پوتوآ را آقای یوسف قنبر در کتاب «نگاهی به گذشته و داستانهای دیگر» ترجمه نموده.
- «لیلا دختر ایرانی» ترجمه: شجاع الدین شفا

## یادداشت
1. ↑  Parnasse Contemporain
2. ↑  Poemes dores
3. ↑  Les Noces corinthiennes
4. ↑  Jocaste et le chat maigre (۱۸۷۹
5. ↑  Crime de Sylvestre Bomnard
6. ↑  Les Desirs de Jean Servien
7. ↑  Le Livre de mon ami
8. ↑  Pierre Nozieres
9. ↑  Pierre Noziere
10. ↑  Le Petit Pierre
11. ↑  La Vie en fleur
12. ↑  That’s
13. ↑  Masenet
14. ↑  La Rotisserie de la Reine Pedauque
15. ↑  Les Opinions de M.Jerome Coignard
16. ↑  La literaire
17. ↑  Le Lys rouge
18. ↑  Mme Arman deCaillavet
19. ↑  Le Jardin d’Epicure
20. ↑  L’Histoire contemporaine
21. ↑  Crainquebille
22. ↑  L’lle des Pingouins
23. ↑  Saint Mael
24. ↑  Les Dieux ont soif
25. ↑  La Revolte des Anges
26. ↑  Sur la Pierre blanche
27. ↑  Opinions socials (۱۹۰۲
28. ↑  Vers les temps meilleurs

## نگارخانه

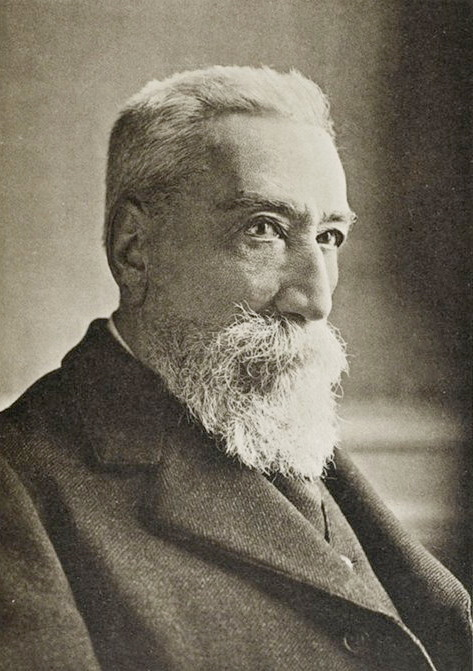
فرانس در سال ۱۹۲۱
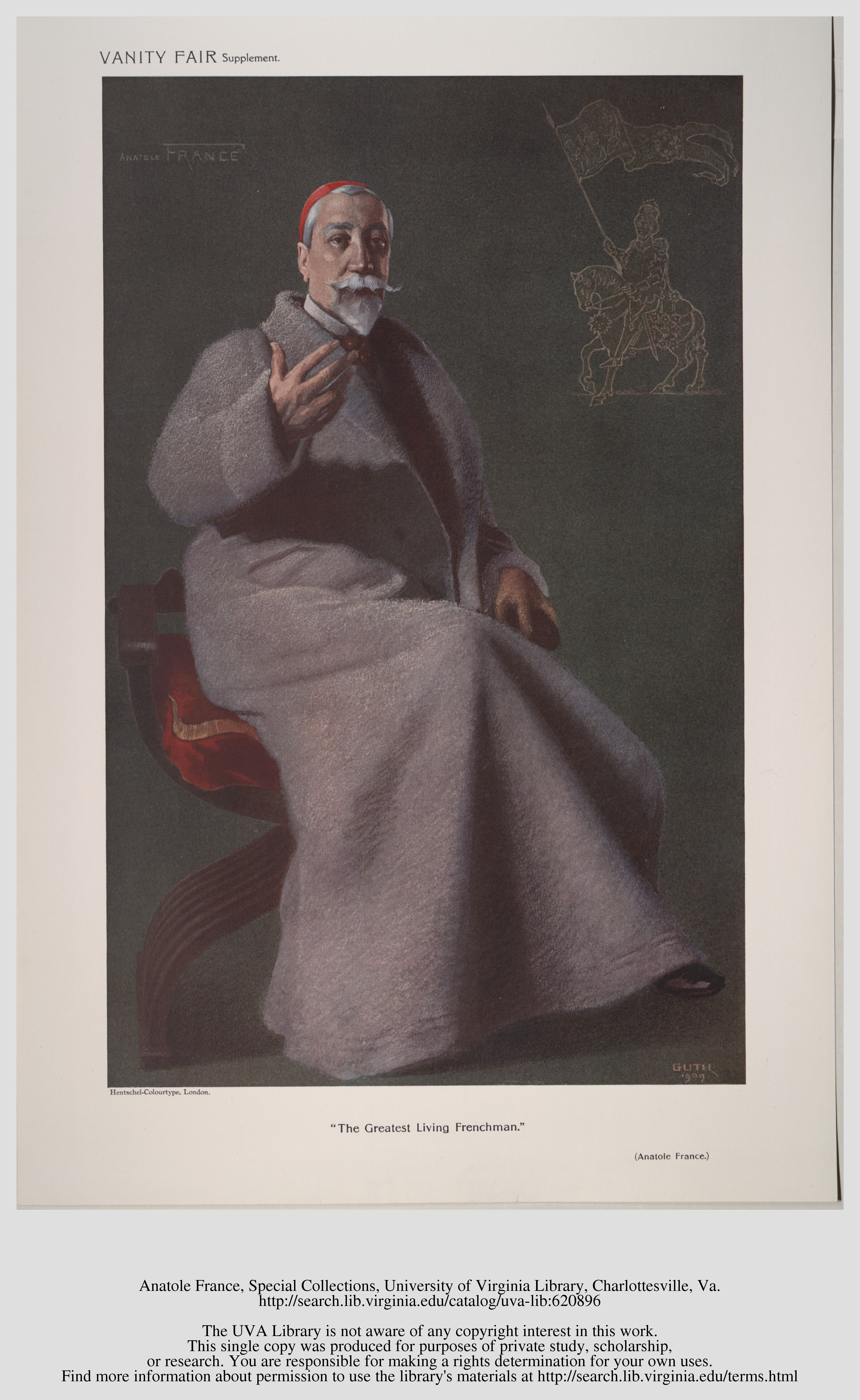
فرانسه نمایش ژان باتیست گوت برای مجله ونیتی فیر (مجله بریتانیا)